# Colombias karibiska område
Colombias karibiska område (spanska: región caribe eller costa norte) är en av Colombias sex naturregioner.

Regionen består av slätten utmed Karibiska havet norr om Anderna, bergmassivet Sierra Nevada de Santa Marta, samt Guajiraöknen på Guajirahalvön.
Departament i regionen är 
Atlántico,
Bolívar,
Cesar,
Córdoba,
La Guajira,
Magdalena, och
Sucre.